# Lamecha Girma
Lamecha Girma (26 november 2000) is een Ethiopische atleet, die zich heeft gespecialiseerd in de 3000 m steeple. Hij nam tweemaal deel aan de Olympische Spelen en won hierbij eenmaal zilveren medaille. Op de wereldkampioenschappen veroverde hij op zijn specialiteit driemaal zilver. Voorts was hij van 2023 tot 2025 houder van het wereldindoorrecord op de 3000 m en staat sinds 2013 het wereldoutdoorrecord op de 3000 m steeple op zijn naam. 

## Biografie

### WK-debuut met medaille en record
Girma was achttien toen hij zijn eerste medaille veroverde op een internationaal toernooi: de Afrikaanse kampioenschappen van 2019 voor U18- en U20-junioren in Abidjan. In de U20-categorie veroverde hij brons op de 3000 m steeple. Nog in datzelfde jaar verbeterde hij het Ethiopische record op dit onderdeel: op de wereldkampioenschappen in Doha hoefde hij aan de finish met zijn tijd van 8.01,36 slechts een honderdste seconde toe te geven op winnaar Conseslus Kipruto, wat hem dus naast dat nationale record, dat hij ruim vier seconden scherper stelde, tevens een zilveren medaille opleverde. Een beter WK-debuut op 19-jarige leeftijd was nauwelijks denkbaar.

### Zilver bij olympisch debuut
In 2020 was er vanwege de wereldwijde coronapandemie op wedstrijdgebied vrijwel niets mogelijk, maar Girma bleek er nauwelijks hinder van te hebben ondervonden. Want in juli 2021 won hij tijdens de Herculis meeting in Monaco, een wedstrijd binnen de Diamond League serie, de 3000 m steeple in 8.07,75, om een maand later op de Olympische Spelen van Tokio zijn olympisch debuut te maken met een zilveren medaille in 8.10,38 achter Soufiane El Bakkali uit Marokko, die won in 8.08,90. Het brons was voor de Keniaan Benjamin Kigen in 8.11,45.

### Ook zilver op WK's in- en outdoor
In 2022 zette Girma die zilveren trend voort, want hij begon het jaar met een zilveren medaille tijdens de wereldindoorkampioenschappen in Belgrado. Ditmaal veroverde hij die op de 3000 m zonder hindernissen, vlak achter zijn landgenoot Selemon Barega. Hun tijden waren 7.41,38 om 7.41,63.
In mei liep Girma in de eerste Diamond League wedstrijd van het jaar in Doha opnieuw naar het zilver, nu weer op de 3000 m steeple, waarna er eind mei tijdens de Golden Spike Ostrava eindelijk goud volgde. Daar finishte hij dan ook onder de acht minuten in zijn persoonlijk beste tijd: 7.58,68, een meeting record. Die vorm wist hij vervolgens ook in juni goed vast te houden, want in de Diamond League-wedstrijden in Rabat en Rome kwam hij opnieuw uit op eindtijden binnen de acht minuten. De Ethiopiër was dan ook een van de favorieten voor een medaille op de WK in Eugene en die verwachtingen maakte hij waar door, net als in 2019, naar het zilver te snellen, ditmaal achter olympisch kampioen Soufiane El Bakkali. De wereldkampioen van 2019, Conseslus Kipruto, moest nu echter genoegen nemen met het brons. 

### Wereldindoorrecord
Het jaar 2023 begon Girma uitstekend door op 15 februari in Liévin tijdens de 'Hauts-de-France Pas-de-Calais' indoormeeting het 25 jaar oude wereldrecord op de 3000 m van 7.24,90 van de Keniaan Daniel Komen te verbeteren en aan te scherpen tot 7.23,81. Dit na een verbeten gevecht met de Spanjaard Mohamed Katir, die met 7.24,68 eveneens onder dat oude record eindigde.

## Persoonlijke records
Outdoor
| Onderdeel      | Prestatie    | Datum            | Plaats    |
| -------------- | ------------ | ---------------- | --------- |
| 1500 m         | 3.29,51 (NR) | 30 juni 2023     | Lausanne  |
| 2000 m         | 4.57,87      | 19 augustus 2020 | Bydgoszcz |
| 3000 m steeple | 7.52,11 (WR) | 9 juni 2023      | Parijs    |

Indoor
| Onderdeel | Prestatie           | Datum            | Plaats       |
| --------- | ------------------- | ---------------- | ------------ |
| 1500 m    | 3.35,60             | 14 februari 2021 | Val-de-Reuil |
| 2000 m    | 5.51,23             | 10 februari 2024 | Liévin       |
| 3000 m    | 7.23,81 (ex-WR; AR) | 15 februari 2023 | Liévin       |

## Palmares

### 3000 m
- 2022:  WK indoor – 7.14,63
- 2023:  Hauts-de-France Pas-de-Calais meeting in Liévin – 7.23,81 (WR)

### 3000 m steeple
- 2019:  Afrikaanse U18 en U20 kamp. – 8.48,56
- 2019:  WK – 8.01,36 (NR)
- 2021:  OS – 8.10,38
- 2022:  Golden Spike Ostrava – 7.58,68
- 2022:  WK – 8.26,01
- 2023:  WK – 8.05,44
- 2024: DNF OS (in serie 8.23,89)

Diamond League-podiumplaatsen
- 2021:  Herculis – 8.07,75
- 2022:  Ooredoo Doha Meeting – 8.09,67
- 2022:  Meeting International Mohammed VI d'Athlétisme de Rabat – 7.59,24
- 2022:  Golden Gala – 7.59,23
- 2023:  Qatar Athletic Super Grand Prix – 7.26,18
- 2023:  Meeting de Paris - 7.52,11 (WR)